# Łożysko baryłkowe

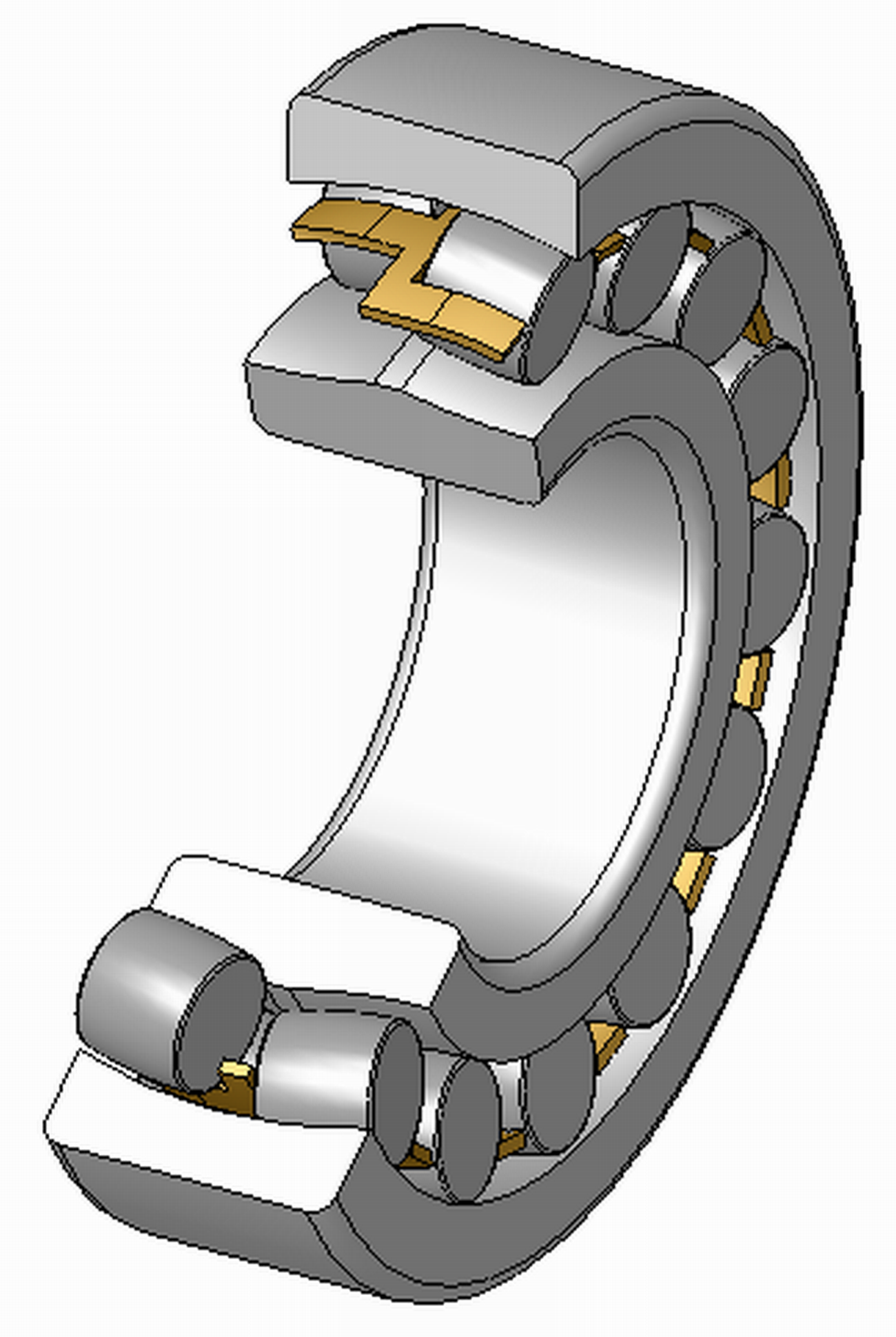
Przekrój przez łożysko baryłkowe poprzeczne dwurzędowe samonastawne

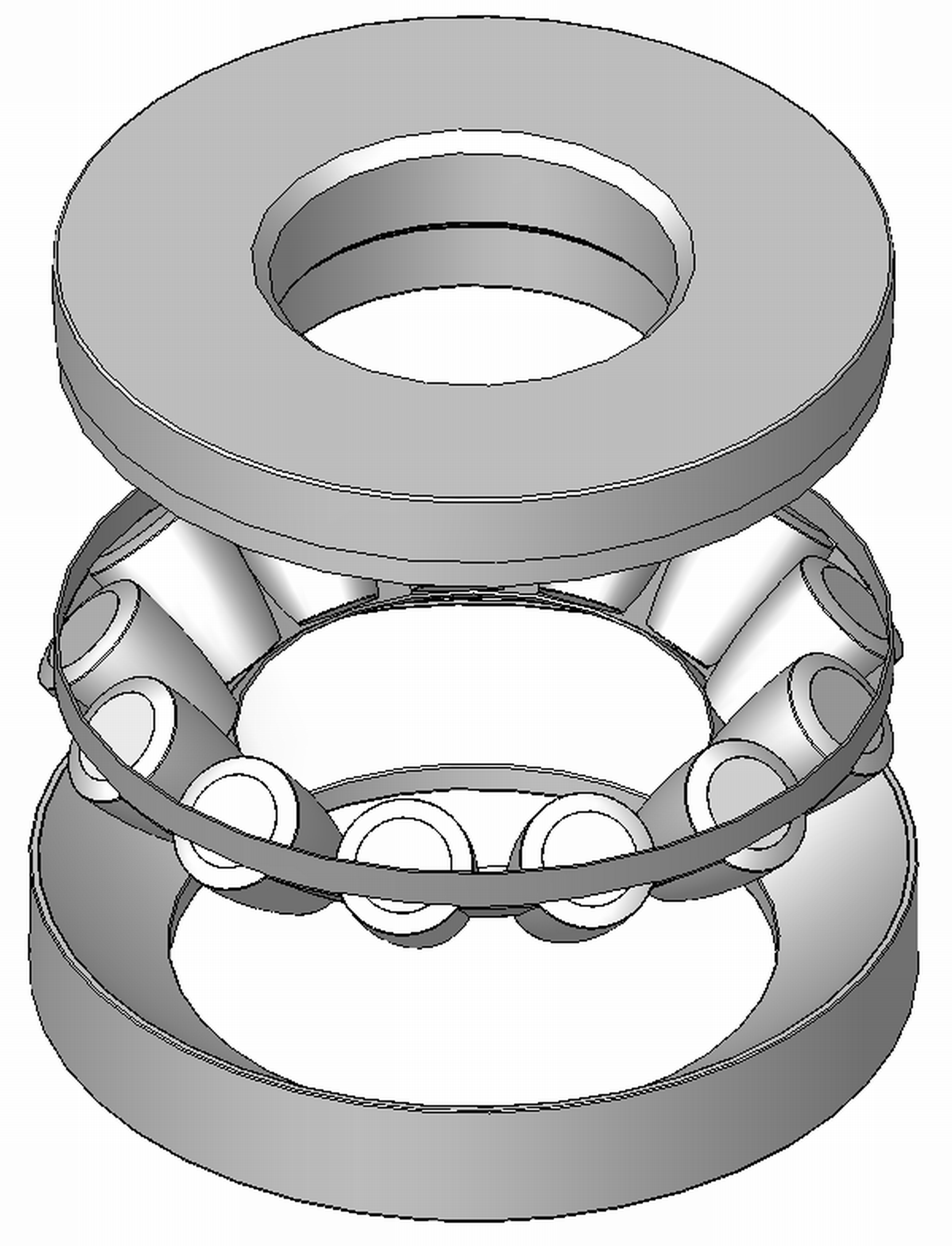
Łożysko baryłkowe wzdłużne

Łożysko baryłkowe – łożysko toczne z elementami tocznymi w kształcie baryłek.

## Historia
Łożysko baryłkowe zostało wynalezione i opatentowane w 1907 przez szwedzkiego konstruktora i fabrykanta, Svena Wingquista (1876–1953). Następnie założył on w Göteborgu fabrykę AB Svenska Kullagerfabriken zajmującą się produkcją tych łożysk. Obecnie fabryka ta, pod nazwą SKF, jest jednym z największych światowych producentów łożysk tocznych.

## Budowa
Jak sama nazwa wskazuje, elementy toczne w tym łożysku mają kształt baryłek. Są to bryły obrotowe, których powierzchnia boczna ma kształt lekko sferyczny, czasami (w łożyskach baryłkowych wzdłużnych) zwężający się ku górze. Kulista bieżnia pierścienia zewnętrznego powoduje, że pierścień wewnętrzny wraz z koszykiem i elementami tocznymi może się wychylać. Łożyska baryłkowe poprzeczne produkowane są zarówno z otworem walcowym, jak i stożkowym, do zamocowania na tulei wciskanej bądź wciąganej. Smarowane mogą być zarówno smarem plastycznym, jak i olejem.
Łożyska baryłkowe zazwyczaj występują jako dwurzędowe, aczkolwiek można spotkać także odmiany jednorzędowe. Ponadto łożyska baryłkowe występują zarówno jako łożyska poprzeczne, jak i wzdłużne.

## Cechy i zastosowanie
Są to łożyska zaprojektowane specjalnie do łożyskowania wałów wielkogabarytowych maszyn. Mogą więc przenosić bardzo duże obciążenia, zarówno osiowe, jak i promieniowe (łożyska baryłkowe dwurzędowe mogą przenosić obciążenia osiowe w obu kierunkach). Ponadto łożysko to zalicza się do łożysk samonastawnych, przy czym maksymalne wychylenie zależy od obciążenia łożyska i zazwyczaj nie przekracza 2°.
Największą wadą łożysk baryłkowych jest stosunkowo duża masa. W tych konstrukcjach, w których liczy się obniżenie masy, łożyska baryłkowe są stopniowo wypierane przez posiadające podobne parametry, ale znacznie lżejsze łożyska toroidalne.